# رز یادبود پرنس موناکو
رز یادبود پرنس موناکو (به انگلیسی: Rosa 'Jubile du Prince de Monaco') یکی از رقم‌های رز است. در اروپا به این نام شهرت دارد اما در سال ۲۰۰۳ در آمریکا به نام 'Cherry Parfait' و در سال ۲۰۰۸ در استرالیا با نام 'Fire & Ice'.  معرفی شده است. گل در اندازه متوسط آن ۴۰ –۳۵ گلبرگ دارد.

## نگارخانه

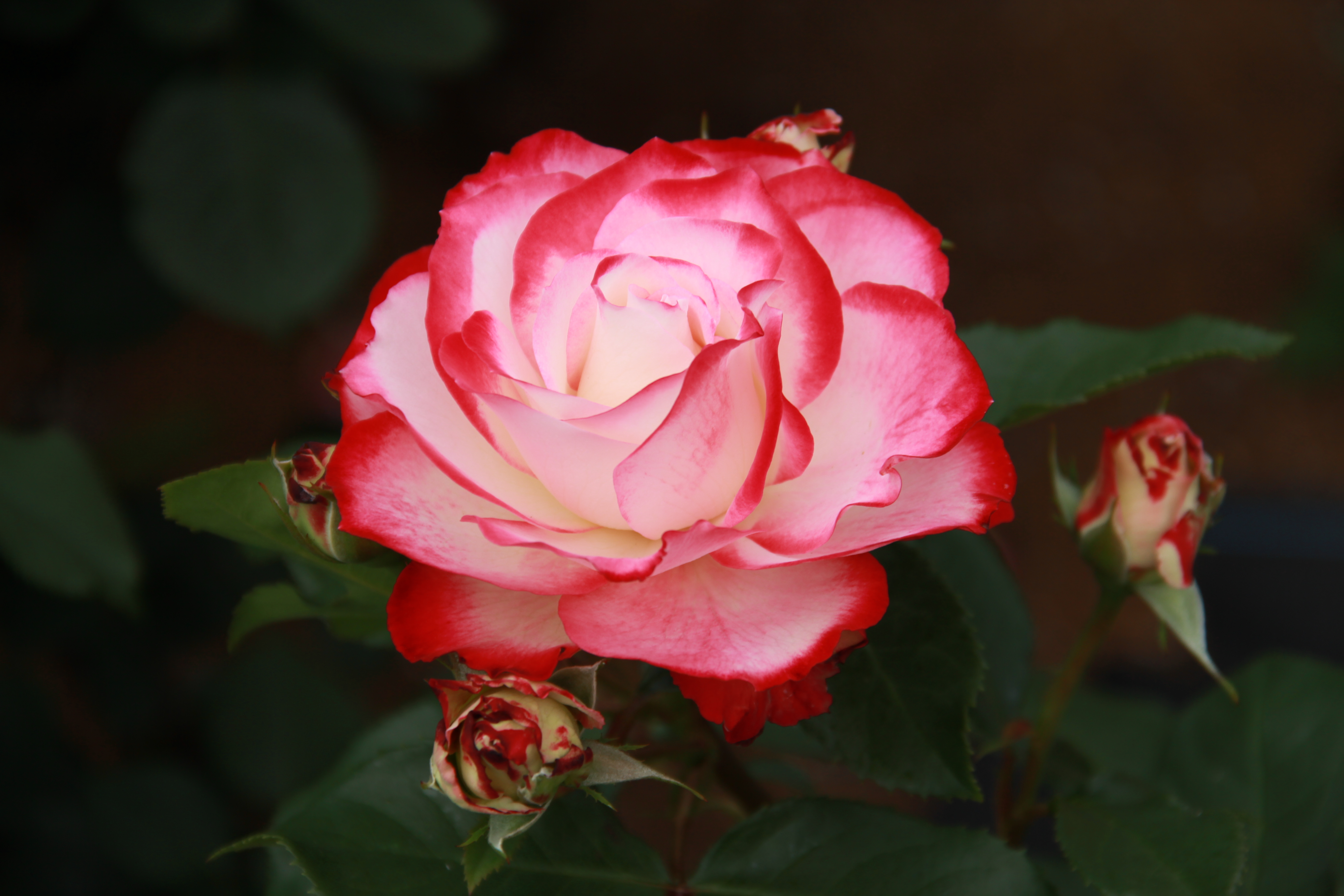